# Třída Väinämöinen
Třída Väinämöinen byla třída pobřežních bitevních lodí finského námořnictva. Jejich hlavním úkolem byla obrana pobřeží země. Obě dvě postavená plavidla byla omezeně nasazena ve druhé světové válce, přičemž jedna loď se potopila na mině a druhá po válce připadla sovětskému námořnictvu, které ji provozovalo do roku 1958.

## Pozadí vzniku
Oba dva obrněnce v letech 1929–1934 postavila loděnice Crichton-Vulcan v Turku.
Jednotky třídy Väinämöinen:
| Jméno       | Spuštěna | Vstup do služby | Status                                                                        |
| ----------- | -------- | --------------- | ----------------------------------------------------------------------------- |
| Väinämöinen | 1932     | 1932            | Po druhé světové válce předána SSSR, v letech 1947–1958 sloužila jako Vyborg. |
| Ilmarinen   | 1931     | 1934            | Dne 13. září 1941 potopena námořní minou.                                     |

## Konstrukce

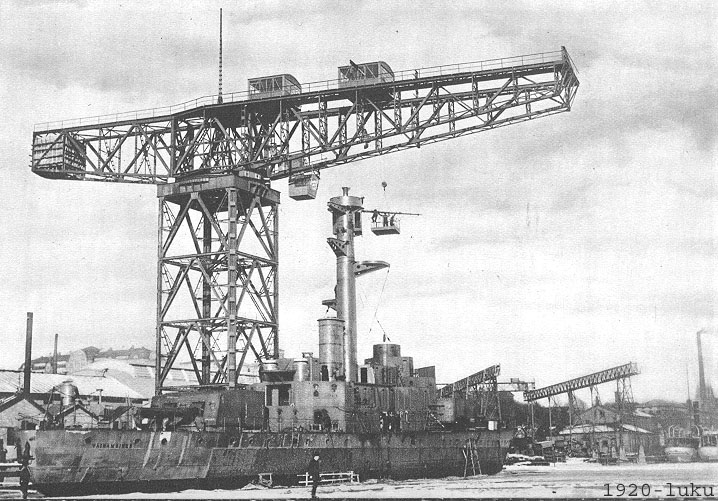
Väinämöinen během stavby

Plavidla byla relativně silně pancéřována. Boky kryl pancíř silný 50–55 mm, paluba měla sílu 20 mm a čela dělových věží 100 mm. Hlavní výzbroj tvořily čtyři 254mm kanóny umístěné ve dvoudělových věžích, kterým sekundovalo osm 105mm kanónů ve dvoudělových věžích. Protiletadlovou obranu zesilovaly čtyři 40mm kanóny a dva 20mm kanóny. Pohonný systém tvořily dva diesely o výkonu na šroubu 6000 hp. Nejvyšší rychlost dosahovala 16 uzlů.

## Operační služba

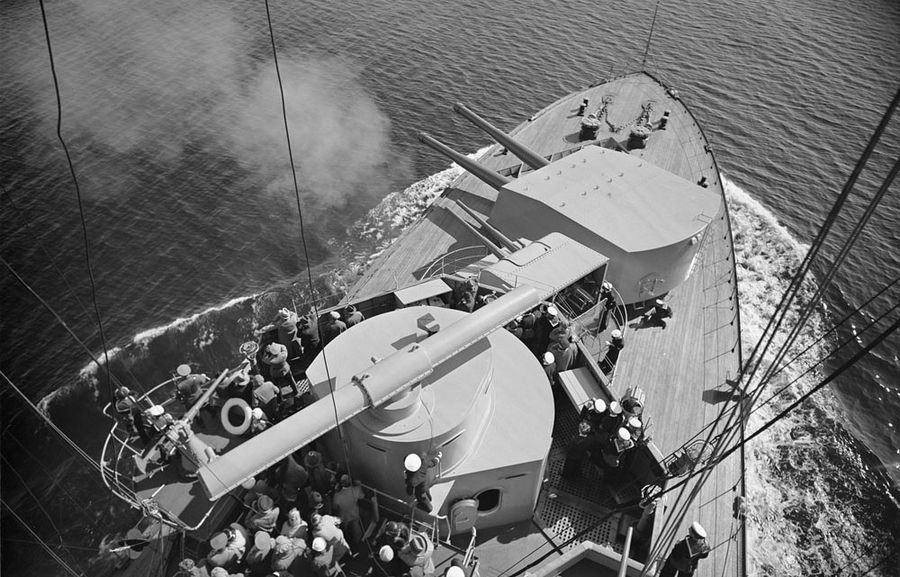
Hlavní baterie Väinämöinen v akci

Bojové nasazení plavidel bylo velmi omezené. Obrněnce se za pokračovací války omezily na několik ostřelování poloostrova Hanko. Prvním rozsáhlejším a zároveň posledním nasazením byla operace Nordwind – německo-finský nájezd na moonsundské ostrovy ze dne 13. září 1941, který skončil potopením obrněnce Ilmarinen na mině. Finské námořnictvo po zbytek války Väinämöinen jako příliš cennou jednotku nenasazovalo a šetřilo ji pro případnou obranu proti Sovětům. Po válce Väinämöinen získalo sovětské námořnictvo, které plavidlo přejmenovalo na Vyborg a provozovalo do roku 1958.